# Hamlin, Kansas
Hamlin là một thành phố thuộc quận Brown, tiểu bang Kansas, Hoa Kỳ. Năm 2010, dân số của xã này là 46 người.